# 조시 하트넷
조슈아 대니얼 하트넷(Joshua Daniel Hartnett, 1978년 7월 21일 ~ )은 미국의 배우, 프로듀서이다.

## 학력
- 사우스고등학교
- 뉴욕주립대학교[1]

## 출연작
- 2026년 : 베러티 - 배역: 제러미 크로퍼드
- 2024년 : 트랩 (Trap) - 배역: 쿠퍼
- 2023년 : 다이 하트: 더 무비 (Die Hart: The Movie) - 배역: 조쉬 하트넷
- 2022년 : 스파이 코드명 포춘 (Operation Fortune: Ruse de guerre) - 배역:
- 2021년 : 아이다 레드 (Ida Red) - 배역: 와이어트
- 2021년 : 캐시트럭 (GWrath of Man) - 배역: 보이 스웨트 데이브
- 2020년 : 타켓 넘버 원 (Target Number One) - 배역:
- 2019년 : 신들의 분노 (Valley of the Gods) - 배역: 에카스
- 2019년 : 쉬즈 미씽 (She’s Missing) - 배역:
- 2011년 : 건슬링어 (Gunslinger) - 배역:
- 2010년 : 분라쿠 (Bunraku) - 배역: 드리프터
- 2009년 : 나는 비와 함께 간다 (I Come with the Rain) - 배역: 클라인
- 2008년 : 어거스트 (August) - 배역: 톰
- 2007년 : 스토리스 USA (Stories USA)
- 2007년 : 써티데이즈 오브 나이트 (30 Days of Night) - 배역: 에벤 올슨
- 2007년 : 레져렉팅 더 챔프 (Resurrecting the Champ) - 배역: 에릭
- 2006년 : 블랙 달리아 (The Black Dahlia) - 배역: 벅키 블레이커트
- 2006년 : 럭키 넘버 슬레븐 (Lucky Number Slevin) - 배역: 슬레빈
- 2005년 : 씬 시티 (Sin City) - 배역: 남자
- 2005년 : 모짜르트와 고래 (Mozart And The Whale) - 배역: 도날드 모튼
- 2004년 : 당신이 사랑하는 동안에 (Wicker Park) - 배역: 매튜
- 2003년 : 호미사이드 (Hollywood Homicide) - 배역: K.C 칼덴
- 2002년 : 40 데이즈 40 나이트 (40 Days and 40 Nights) - 배역: 매트 설리반
- 2001년 : 블랙 호크 다운 (Black Hawk Down) - 배역: 멧트 에버스만
- 2001년 : 오 (O) - 배역: 휴고
- 2001년 : 진주만 (Pearl Harbor) - 배역: 대니 워커
- 2001년 : 타운 앤 컨트리 (Town & Country) - 배역: 톰
- 2001년 : 블로우 드라이 (Blow Dry) - 배역: 브라이언
- 2000년 : 아름다운 언약식 (Here On Earth) - 배역: 제스퍼
- 1999년 : 처녀 자살 소동 (The Virgin Suicides) - 배역: 트립 폰테인
- 1998년 : 패컬티 (The Faculty) - 배역: 지크
- 1998년 : 할로윈 H20 (Halloween H20: 20 Years Later) - 배역: 존